# Апрелька
Апре́лька — посёлок в Гурьевском районе (муниципальном округе) Кемеровской области. 
Входил в состав Урского сельского поселения.

## География
Центральная часть населённого пункта расположена на высоте 374 метров над уровнем моря.

## Население
По данным Всероссийской переписи населения 2010 года, в посёлке Апрелька проживает 52 человека (27 мужчин, 25 женщин).